# Franklin J. Schaffner

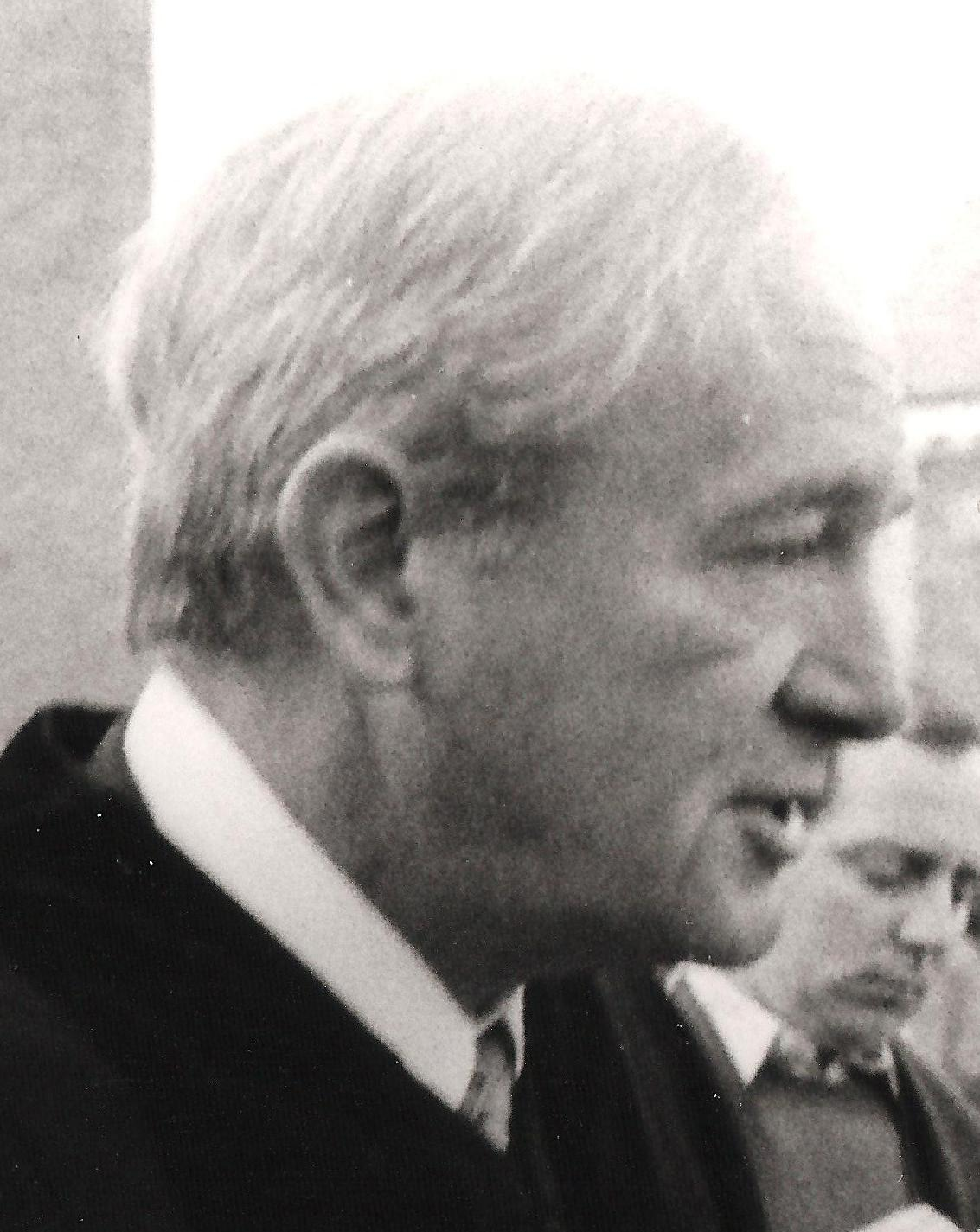
Franklin J. Schaffner (1977)

Franklin James Schaffner (* 30. Mai 1920 in Tokio; † 2. Juli 1989 in Santa Monica) war ein US-amerikanischer Filmregisseur. Mit Filmen wie Planet der Affen (1968) oder Papillon (1973) konnte er an den Kinokassen große Erfolge verbuchen, für seine Regiearbeit an Patton – Rebell in Uniform erhielt er 1971 einen Oscar.

## Leben
Schaffner startete seine Regiekarriere beim aufblühenden amerikanischen Fernsehen zu Beginn der 1950er Jahre. Seine TV-Serien und Fernsehspiele wurden Vorbilder für zahlreiche Nachfolger. 1955, 1956 sowie 1962 wurde er für seine Fernseharbeit jeweils mit einem Emmy ausgezeichnet. Erst in den 1960er Jahren hatte er auch als Regisseur für Kinofilme Erfolg. Für den Film Patton – Rebell in Uniform erhielt er 1971 den Oscar für die Beste Regie. Weitere große Erfolge folgten in den 1970er Jahren. Von 1987 bis zu seinem Tod 1989 war er Präsident der Directors Guild of America (DGA). Schaffner starb an den Folgen einer Lungenkrebserkrankung.

## Filmografie
Fernsehen (Auswahl)
- 1963–1964: The DuPont Show of the Week (Fernsehserie, 10 Episoden)

Kino
- 1963: Die verlorene Rose (The Stripper)
- 1964: Der Kandidat (The Best Man)
- 1965: Die Normannen kommen (The War Lord)
- 1967: Der doppelte Mann (The Double Man)
- 1968: Planet der Affen (Planet of the Apes)
- 1970: Patton – Rebell in Uniform (Patton)
- 1971: Nikolaus und Alexandra (Nicholas and Alexandra)
- 1973: Papillon
- 1977: Inseln im Strom (Islands in the Stream)
- 1978: The Boys from Brazil
- 1981: Der Fluch der Sphinx (Sphinx)
- 1982: Geliebter Giorgio (Yes, Giorgio)
- 1987: Richard Löwenherz und die Kinder Gottes (Lionheart)
- 1989: Welcome Home – Ein Toter kehrt zurück (Welcome Home)